# Lijst van betaaldvoetbalclubs in Bulgarije
Dit is een overzicht van alle voetbalclubs die in het heden of het verleden hebben deelgenomen aan het betaalde voetbal in Bulgarije.
Zie ook:
- Professionele A voetbalgroep
- Bulgaars voetbalelftal
- Voetbal van A tot Z

## B
- Balkan Botevgrad
- Belasitsa Petritsj
- Belite orli Pleven
- Beroe Stara Zagora
- Botev Plovdiv

## C
- Cherno more Varna
- CSKA Sofia

## E
- Etar 1924 Veliko Tarnovo

## H
- Hebar Pazardzhik

## K
- Koneliano German

## L
- Levski Sofia
- Liteks Lovetsj
- Lokomotiv Mezdra
- Lokomotiv Plovdiv
- Lokomotiv Sofia

## M
- Marek Doepnitsa
- Minyor Bobov dol
- Minyor Pernik
- FC Montana

## N
- Naftex Boergas

## P
- Pirin Blagoëvgrad (1922)
- Pirin Blagoëvgrad (1931)
- Pirin Gotse Delchev

## R
- Rilski Sportist Samokov
- Rodopa Smoljan

## S
- Slavia Sofia
- Spartak Pleven

## V
- Vidima-Rakovski Sevlievo
- Vichren Sandanski

## Y
- Yantra Gabrovo